# Víctor Maceda
Víctor Maceda (València, 1976) és un periodista valencià que ha escrit principalment per a El Temps.
Comença a publicar a El Temps en 1998 i entra en plantilla l'any 2000. També ha participat a dos dels digitals en valencià de referència, L'informatiu i La Veu del País Valencià. En 2016 presenta el seu llibre El despertar valencià, on s'analitzen els vint anys de govern del Partit Popular de la Comunitat Valenciana entre la quarta i la novena legislatura del País Valencià, quan comença a governar l'Acord del Botànic.

## Galeria
- Entrevista a La represa (juny 2017).